# Coupe d'Angleterre de football 1972-1973
La Coupe d’Angleterre de football 1972-1973 est la 92e édition de la Coupe d’Angleterre de football. L’AFC Sunderland remporte la deuxième coupe de son histoire, 36 ans après la dernière, au détriment de l’équipe de Leeds United sur le score de 1 but à 0, au cours d’une finale jouée dans l’enceinte du stade de Wembley à Londres.
Navigation
Coupe d'Angleterre 1971-1972 Coupe d'Angleterre 1973-1974

## Calendrier de l'épreuve
| Tour           | Date des premiers matchs | Rencontres | Rencontres | Clubs    |
| Tour           | Date des premiers matchs | Joués      | Rejoués    | Clubs    |
| -------------- | ------------------------ | ---------- | ---------- | -------- |
| Premier tour   | 18 novembre 1972         | 40         | 9 + 1      | 124 → 84 |
| Deuxième tour  | 09 décembre 1972         | 20         | 5          | 84 → 64  |
| Troisième tour | 13 janvier 1973          | 32         | 11 + 2     | 64 → 32  |
| Quatrième tour | 03 février 1973          | 16         | 5 + 2      | 32 → 16  |
| Cinquième tour | 24 février 1973          | 8          | 1          | 16 → 8   |
| Sixième tour   | 17 mars 1973             | 4          | 1          | 8 → 4    |
| Demi-finales   | 07 avril 1973            | 2          | -          | 4 → 2    |
| Finale         | 05 mai 1963              | 1          | -          | 2 → 1    |

## Quarts de finale
| 17 mars 1973 | Chelsea FC               | 2-2   | Arsenal FC            | Stamford Bridge, Londres                        |                                                 |
| 16:00        | Osgood 15e · Hollins 33e | (2-2) | Ball 18e · George 21e | Spectateurs : 37 685 Arbitrage : Gordon W. Hill | Spectateurs : 37 685 Arbitrage : Gordon W. Hill |
| 16:00        | (rapport)                |       |                       | Spectateurs : 37 685 Arbitrage : Gordon W. Hill | Spectateurs : 37 685 Arbitrage : Gordon W. Hill |

| 17 mars 1973 | Derby County | 0-1   | Leeds United      | Baseball Ground, Derby                     |                                            |
| 16:00        |              | (0-1) | Peter Lorimer 29e | Spectateurs : 38 350 Arbitrage : H. G. New | Spectateurs : 38 350 Arbitrage : H. G. New |
| 16:00        | (rapport)    |       |                   | Spectateurs : 38 350 Arbitrage : H. G. New | Spectateurs : 38 350 Arbitrage : H. G. New |

| 17 mars 1973 | AFC Sunderland           | 2-0   | Luton Town | Roker Park, Sunderland                       |                                              |
| 16:00        | Watson 55e · Guthrie 83e | (0-0) |            | Spectateurs : 53 151 Arbitrage : Jack Taylor | Spectateurs : 53 151 Arbitrage : Jack Taylor |
| 16:00        | (rapport)                |       |            | Spectateurs : 53 151 Arbitrage : Jack Taylor | Spectateurs : 53 151 Arbitrage : Jack Taylor |

| 17 mars 1973 | Wolverhampton Wanderers          | 2-0   | Coventry City | Molineux Stadium, Wolverhampton |                      |
| 16:00        | Richards 7e · Hibbitt 49e (pen.) | (1-0) |               | Spectateurs : 50 106            | Spectateurs : 50 106 |
| 16:00        | (rapport)                        |       |               | Spectateurs : 50 106            | Spectateurs : 50 106 |

### Match rejoué
| 20 mars 1973 | Arsenal FC                           | 2-1   | Chelsea FC   | Highbury, Londres                                    |                                                      |
| 20:30        | Ball 43e (pen.) · Kennedy 58e (pen.) | (1-1) | Houseman 18e | Spectateurs : 62 642 Arbitrage : Norman C Burtenshaw | Spectateurs : 62 642 Arbitrage : Norman C Burtenshaw |
| 20:30        | (rapport)                            |       |              | Spectateurs : 62 642 Arbitrage : Norman C Burtenshaw | Spectateurs : 62 642 Arbitrage : Norman C Burtenshaw |

## Demi-finales
| 07 avril 1973 | Leeds United | 1-0   | Wolverhampton Wanderers | Maine Road, Manchester                             |                                                    |
| 16:00         | Bremner 68e  | (0-0) |                         | Spectateurs : 52 500 Arbitrage : Patrick Partridge | Spectateurs : 52 500 Arbitrage : Patrick Partridge |
| 16:00         | (rapport)    |       |                         | Spectateurs : 52 500 Arbitrage : Patrick Partridge | Spectateurs : 52 500 Arbitrage : Patrick Partridge |

| 07 avril 1973 | AFC Sunderland         | 2-1   | Arsenal FC | Hillsborough, Sheffield                         |                                                 |
| 16:00         | Halom 19e · Hugues 63e | (1-0) | George 84e | Spectateurs : 55 000 Arbitrage : David W. Smith | Spectateurs : 55 000 Arbitrage : David W. Smith |
| 16:00         | (rapport)              |       |            | Spectateurs : 55 000 Arbitrage : David W. Smith | Spectateurs : 55 000 Arbitrage : David W. Smith |

## Finale

### Règlement
Le finale se joue en deux mi-temps de 45 minutes, et si les deux équipes n’arrivent pas à se départager, une période de prolongation avec deux mi-temps de 15 minutes est organisée. Si à l’issue de la prolongation, les deux équipes sont encore à égalité, alors un second match est organisé quelques jours plus tard. Les deux équipes disposent d’un seul changement au cours du match.

### Match
| Titulaires : |  |
| |  |
| 1 David Harvey · 2 Paul Reaney · 3 Trevor Cherry · 4 Billy Bremner (c) · 5 Paul Madeley · 6 Norman Hunter · 7 Peter Lorimer · 8 Allan Clarke · 9 Mick Jones · 10 Johnny Giles · 11 Eddie Gray 75e · |  |
| Remplaçants : |  |
| 12 Terry Yorath 75e · |  |
| Entraîneur : |  |
| Don Revie |  |

| Titulaires : |  |
| |  |
| 1 Jimmy Montgomery 2 Dick Malone 3 Ron Guthrie 4 Micky Horswill 5 David Watson 6 Richie Pitt 7 Bobby Kerr (c) 8 Billy Hugues 9 Vic Halom 10 Ian Porterfield 11 Dennis Tueart |  |
| Remplaçants : |  |
| 12 David Young |  |
| Entraîneur : |  |
| Bob Stokoe |  |

| Titulaires : |  |
| |  |
| 1 David Harvey · 2 Paul Reaney · 3 Trevor Cherry · 4 Billy Bremner (c) · 5 Paul Madeley · 6 Norman Hunter · 7 Peter Lorimer · 8 Allan Clarke · 9 Mick Jones · 10 Johnny Giles · 11 Eddie Gray 75e · |  |
| Remplaçants : |  |
| 12 Terry Yorath 75e · |  |
| Entraîneur : |  |
| Don Revie |  |

| Titulaires : |  |
| |  |
| 1 Jimmy Montgomery 2 Dick Malone 3 Ron Guthrie 4 Micky Horswill 5 David Watson 6 Richie Pitt 7 Bobby Kerr (c) 8 Billy Hugues 9 Vic Halom 10 Ian Porterfield 11 Dennis Tueart |  |
| Remplaçants : |  |
| 12 David Young |  |
| Entraîneur : |  |
| Bob Stokoe |  |

La finale de la 80e édition de la Coupe d’Angleterre de football oppose le club de Leeds United, tenant du titre et disputant la quatrième finale de son histoire (après celles de 1965, 1970 et 1972), au club de l’AFC Sunderland, vainqueur en 1937 et disputant la troisième finale de son histoire (après 1913 et 1937). Le match se joue le samedi 5 mai 1973 au stade de Wembley, devant 100 000 spectateurs.
Ce match est un vrai choc entre deux équipes radicalement différentes : l’équipe de Leeds United évolue en First Division depuis la saison 1964-1965, finissant parmi les 4 premiers lors de chaque édition, et 10 joueurs de l’effectif sont appelés en équipe nationale, tandis que l’AFC Sunderland est en Second Division depuis 4 ans et aucun de ses joueurs n’est appelé en sélection. De plus, aucune équipe depuis celle de West Bromwich Albion en 1931 n’a gagné la coupe en évoluant en seconde division.
Le match se déroule sous une pluie battante, et en début de rencontre, les deux équipes se rendent faute pour faute. À la 30e minute de jeu, le gardien de Leeds, David Harvey, repousse un tir de Bobby Kerr au-dessus de sa barre, offrant un corner à Sunderland. Billy Hugues se charge de le tirer, déposant la balle à Vic Halom, seul derrière le point de penalty, avant que ce dernier ne dévie le ballon avec son corps à destination de Ian Porterfield, qui va contrôler du pied gauche avant de frapper du pied droit pour battre le gardien adverse et donner l’avantage à Sunderland. À la mi-temps, Sunderland mène sur le score de 1-0.
Le match reprend pour la deuxième mi-temps, et Leeds pousse pour revenir au score, mais Sunderland reste solide en défense, mais surtout grâce à son gardien, Jim Montgomery, qui multiplie les parades. La plus célèbre de ces parades est effectuée à la 66e, à la suite d’une action où Paul Reaney centre depuis le milieu de terrain et trouve sur la gauche la tête de Trevor Cherry, repoussée dans un premier temps dans les pieds de Peter Lorimer, qui n’arrive pas à inscrire de but car Montgomery relève son buste au sol et dévie le ballon du bout des doigts sur la barre transversale. Malgré les dernières occasions pour Leeds en fin de match, Sunderland s’impose sur la plus petite des marges et remporte sa deuxième Coupe d’Angleterre de football.

### Match pour la troisième place
Entre 1970 et 1974, un match pour la troisième place est organisé après la finale de la coupe, généralement en début de saison suivante.
| Match pour la troisième place | Arsenal FC  | 1-3   | Wolverhampton Wanderers         | Highbury, Londres                           |                                             |
| 18 août 1973 16:00            | Hornsby 49e | (0-2) | McCalliog 16e · Dougan 33e (60) | Spectateurs : 21 038 Arbitrage : J. Hunting | Spectateurs : 21 038 Arbitrage : J. Hunting |
| 18 août 1973 16:00            | (rapport)   |       |                                 | Spectateurs : 21 038 Arbitrage : J. Hunting | Spectateurs : 21 038 Arbitrage : J. Hunting |